# Partijprogramma Vlaams Belang
Het partijprogramma van het Vlaams Belang is gecentreerd rond wat ze zelf de drie V's noemen. Deze komen in de verkiezingscampagnes keer op keer uitgebreid aan bod. Het betreft Vlaanderen (Vlaamse onafhankelijkheid), Vreemdelingen en Veiligheid. In de loop der jaren ontwikkelde de partij tevens een sociaaleconomisch programma en heeft ze als zelfverklaarde ethisch-conservatieve partij ook steeds de nadruk gelegd op ethische dossiers en gezinswaarden. Het Vlaams Belang neemt ten slotte ook standpunten in wat betreft de positie van Vlaanderen in Europa en de wereld.   
Uit onderzoek van de UHasselt en de UGent blijkt dat 33 programmapunten in het verkiezingsprogramma van Vlaams Belang de mensenrechten schenden.

## Vlaamse onafhankelijkheid
Vlaams Belang is een Vlaams-nationalistische partij en streeft dus naar het opsplitsen van België en het oprichten van een Vlaamse (en Waalse) staat binnen de Europese Unie. Brussel zou de hoofdstad van het onafhankelijke Vlaanderen moeten worden, weliswaar met de handhaving van de huidige taalwetgeving die de tweetaligheid binnen de 19 Brusselse gemeenten verzekert. De faciliteiten in de Rand dienen volgens Vlaams Belang afgeschaft te worden.
Voor deze Vlaams-nationale partij is de Vlaamse onafhankelijkheid het belangrijkste programmapunt. Het is voor de Vlaams Belangers een principekwestie, waarbij men zich baseert op het zelfbeschikkingsrecht der volkeren. De meest fundamentele argumentatie van het Vlaams Belang pro-Vlaamse onafhankelijkheid betreft de jaarlijkse financiële transfers van Vlaanderen naar Wallonië en de onenigheid tussen Vlaamse en Waalse politici die een coherent federaal beleid onmogelijk zouden maken.
Vlaams Belang pleit voor onafhankelijkheid voor Vlaanderen, met als strategie het volgen van het 'Catalaanse scenario': een soevereiniteitsverklaring in het Vlaams Parlement, gevolgd door onderhandelingen met Wallonië over de praktische aspecten van de scheiding. Volgens grondwetspecialist Patricia Popelier (UAntwerpen) zijn er echter twee visies op deze kwestie. De eerste visie stelt dat de grondwet niet voorziet in de mogelijkheid voor zo'n onafhankelijkheidsverklaring, waardoor Vlaanderen niet bevoegd zou zijn om dit te doen. De tweede visie suggereert dat een dergelijke verklaring het kader van de grondwet zou overstijgen en iets nieuws zou voorstellen. Vergelijkbaar met het geval van Quebec in Canada, waar het Hooggerechtshof besliste dat bij een duidelijke vraag vanuit de gemeenschap om af te scheiden, onderhandelingen moeten plaatsvinden. Dit zou betekenen dat minstens een referendum nodig is in Vlaanderen. Echter, studies tonen aan dat er weinig steun is voor onafhankelijkheid bij de bevolking, waardoor ook dit spoor als onhaalbaar wordt beschouwd. Vlaams Belang stelt dat Brussel integraal en onlosmakelijk deel uitmaakt van het Vlaams grondgebied en niet onderhandelbaar is. Maar volgens Popelier kan dat helemaal niet. Een eventuele claim op Brussel zou minstens de instemming van de Brusselse bevolking vereisen. Bovendien kan de Franse gemeenschap dezelfde claim op Brussel leggen als Vlaanderen, waardoor dit een hele vreemde redenering van Vlaams Belang is.

## Vreemdelingen
Het vreemdelingenstandpunt van het Vlaams Belang behelst twee kernpunten: immigratie en inburgering. Het uitgangspunt van de Vlaams-nationale partij is dat vreemdelingen zich aanpassen aan de gangbare normen en waarden, de (Nederlandse) taal leren, de wet naleven en zich nuttig en zinvol engageren voor de brede samenleving. Enkel in dat geval is er sprake van een "geslaagd assimilatieproces".
- Immigratie: het Vlaams Belang pleit voor een volledige migratiestop. De partij wil de deur voor niet-EU-migranten op slot houden en anderzijds ook de illegale immigratie streng aanpakken. Afgewezen asielzoekers en illegalen, alsook zij die zich schuldig maken aan een schijnhuwelijk, dienen zo snel mogelijk op een menswaardige manier gerepatrieerd te worden naar eigen land. Ook zogenaamde gezinsvorming moet onmogelijk gemaakt worden. Volgens het Vlaams Belang bemoeilijkt de instroom van nieuwe vreemdelingen uit niet-EU-landen de integratie van de reeds hier verblijvende migranten uit deze landen. Voor Vlaams Belang moet er een onderscheid gemaakt worden tussen oorlogsvluchtelingen en economievluchtelingen.
- Inburgering: het Vlaams Belang heeft steeds gehamerd op de verplichte inburgering van vreemdelingen. Dat wenst de partij in de eerste plaats af te dwingen met een verplichte burgerschapsproef en een loyaliteitsverklaring. Het Vlaams Belang maakt vooral van het stoppen van islamisering een groot punt.

Volgens sommige partijen is migratie dé oplossing voor de vergrijzing en het tekort aan arbeidskrachten in bepaalde sectoren. Het Vlaams Belang verwerpt deze visie.
Vlaams Belang streeft naar een stopzetting van wat ze noemen "massale immigratie" door middel van een 'opt-out' van Europese migratieregels. Dit zou betekenen dat België niet langer gebonden zou zijn aan de Europese migratieregels. Peter Van Elsuwege (UGent), expert in Europees Recht, wijst erop dat dit theoretisch mogelijk is maar in de praktijk zeer moeilijk te realiseren is, aangezien het vereist dat het hele rechtskader van de EU wordt aangepast en de wijzigingsprocedure van de EU-verdragen wordt doorlopen, met instemming van alle lidstaten. Vlaams Belang pleit ervoor dat migranten zonder papieren geen toegang meer krijgen tot de asielprocedure. Volgens professor Migratierecht Ellen Desmet (UGent) is dit een onhaalbare eis is, gezien het recht op een verzoek om internationale bescherming, zelfs voor mensen die op een irreguliere manier de grens zijn overgestoken. Ze wijst erop dat het Europese beleid vaak de reden is waarom mensen gedwongen worden om op illegale manieren naar Europa te komen, omdat het quasi onmogelijk is voor asielzoekers om op een legale manier naar Europa te komen. Vlaams Belang stelt ook voor dat nieuwkomers pas na acht jaar toegang zouden krijgen tot de sociale zekerheid en zich "verplicht moeten aanpassen aan onze manier van leven". Desmet uit echter twijfels over de haalbaarheid van dit voorstel, aangezien het heel moeilijk is om vast te stellen wat precies "onze manier van leven" inhoudt. Ze wijst ook op het bestaan van het mensenrecht op het beleven van je eigen cultuur en religie.

## Veiligheid en justitie
Het Vlaams Belang profileert zich van oudsher als een partij die “recht en orde” en een “harde aanpak van de criminaliteit” voorstaat. Zij acht het nodig dat op vlak van justitie een algemene mentaliteitswijziging nodig is, waarbij niet de dader, maar het slachtoffer op de eerste plaats komt. De partij pleit daarom voor een streng viersporenbeleid: 1) preventie én (2) directe kordate reactie of indien nodig (3) alternatieve én (4) effectieve, onsamendrukbare straffen.

## Sociaaleconomisch programma
Volgens onderzoeker Koen Abts van het Instituut voor Sociaal en Politiek Opinieonderzoek aan de KU Leuven zit de economische agenda van het Vlaams Belang tussen protectionisme en marktliberalisme. Ze pleiten voor een "gecontroleerde vrije markteconomie" en dringen aan op het beschermen van strategische sectoren, zoals energie, gezondheidszorg en voedselvoorziening tegen buitenlandse overnames. Tegelijkertijd uiten ze bezorgdheid over internationale marktcompetitie en concurrerende arbeidskrachten, en pleiten ze voor het herstel van binnengrenzen in de Europese Unie. De partij streeft dus een hybride economisch beleid na dat niet gemakkelijk in een links-rechtskader past.
De partij heeft een ambigue relatie met de verzorgingsstaat. Terwijl het Vlaams Blok in de jaren 1990 pleitte voor neoliberaal beleid met minder staatsinterventie en afbouw van de verzorgingsstaat, heeft Vlaams Belang zich sinds 2005 gepositioneerd als een "sociale volkspartij", die de sociale zekerheid als een kerntaak van de overheid beschouwt. Ondanks de roep om belastingenverlaging en versobering van de staat, pleit het Vlaams Belang pleit een sterke overheid op het terrein van de sociale zekerheid, althans die onderdelen die vooral het eigen volk aangaan: pensioenen, gezondheidszorg en familie. Echter, de partij is kritisch als het gaat om werkloosheidsuitkeringen en bijstand. Ze benadrukt de plichten van werklozen en pleit voor strikte controle, met het argument dat een strikte rechten-plichtenbenadering de "sociale hangmatcultuur" zal verminderen.
De sociaaleconomische agenda van Vlaams Belang kan verder worden gekenmerkt door exclusieve en voorwaardelijke solidariteit afhankelijk van identiteit. Sociale bescherming is in de eerste plaats bedoeld voor "ons eigen volk," en de partij benadrukt de onverenigbaarheid van immigratie met het behoud van de verzorgingsstaat. Ze pleit voor uitsluiting van migranten, voorkeursbehandeling van het eigen volk en voorwaardelijke solidariteit, waarbij migranten in aanmerking komen na een minimale verblijfsduur of culturele assimilatie. Vlaams Belang is zelfs voorstander van een aparte en beperkte sociale zekerheid voor vreemdelingen, gefinancierd door hun eigen bijdragen. Door migranten als concurrenten te zien, wordt voorbijgegaan aan het feit dat migranten vaak bijdragen aan de economie en arbeidsmarkt. Het promoten van "werk voor eigen volk" kan leiden tot segregatie op de arbeidsmarkt.

### Regulering en staatsinterventie
Sinds de eeuwwisseling spreekt Vlaams Belang zich wat minder expliciet uit voor laissez-faire, marktderegulering en privatisering. In plaats daarvan omarmt de partij eerder een "gecontroleerde vrije markteconomie" met bescherming van strategische sectoren, kleine en middelgrote ondernemingen en lokale arbeidskrachten.
De "gecontroleerde vrije markteconomie" die Vlaams Belang bepleit, roept vragen op over de praktische uitvoering en de impact op de economie. Overregulering kan namelijk de economische groei belemmeren, terwijl een gebrek aan regulering kan leiden tot misbruik en marktfalen.  

### Internationale markt
Het beleid van Vlaams Belang met betrekking tot de internationale markt is evenmin duidelijk gedefinieerd. Hoewel ze ooit pleitten voor "pragmatisch Europees protectionisme" om Vlaamse bedrijven te beschermen, schakelden ze later over naar een beleid van "wereldhandel op basis van wederkerigheid." Vlaanderen moet het zaken doen met andere gelijkgestemde open economieën en niet met landen die hun markten afschermen of andere sociaaleconomische en culturele opvattingen hebben. Ofschoon de EU zichzelf niet kapot mag reguleren, mag de gemeenschappelijk markt het 'nationale belang en soevereiniteit' niet ondergraven.
Protectionisme leidt tot welvaartsverlies. Verder kan het idee dat de gemeenschappelijke markt het 'nationale belang en soevereiniteit' niet mag ondergraven, leiden tot conflicten met de Europese Unie. Dit kan de economische relaties van Vlaanderen met de EU onder druk zetten en tot handelsconflicten leiden.

### Arbeidsverhoudingen en vakbonden
Op het gebied van arbeidsverhoudingen heeft het Vlaams Belang een sceptische houding tegenover vakbonden als collectieve werknemersvertegenwoordiger. In de ogen van Vlaams Belang wordt de werkmens niet verbonden op basis van sociale klasse, maar gedeelde cultuur, waardoor vakbonden niet als legitieme belangenbehartiger van 'het volk' worden aanzien. Meer nog, Vlaams Belang is een rabiaat voorstander om het stakingsrecht te beperken.
De beperking van het stakingsrecht kan de werknemersbermingsmaatregelen verminderen, waardoor werknemers kwetsbaarder worden voor arbeidsmisbruik, lagere lonen en slechtere arbeidsomstandigheden. Vakbonden spelen verder een belangrijke rol bij het onderhandelen over collectieve arbeidsovereenkomsten en het beschermen van de rechten van werknemers. Een sceptische houding tegenover vakbonden kan leiden tot een verzwakking van deze onderhandelingspositie.

### Sociale zekerheid en arbeidsmarktbeleid
Vlaams Belang streeft naar verlaging van arbeidskosten en een grotere flexibilisering van de arbeidsmarkt. Ze hechten veel belang aan activeringsbeleid op basis van rechten en plichten en pleiten voor strengere controle van werklozen.
Het streven naar verlaging van arbeidskosten en een strenger activeringsbeleid voor werklozen kwetsbare groepen en mensen met lagere inkomens treffen. Strengere controle van werklozen kan bureaucratische kosten met zich meebrengen en leiden tot een gebrek aan sociale vangnetten voor mensen in nood.

### Belastingen en overheidsuitgaven
Vlaams Belang staat voor bezuinigingen, fiscale soberheid en belastingverlaging. Ze benadrukken dat de belastingdruk moet worden verminderd om de belastingbetaler te ontlasten. Ook verzet de partij zich tegen de invoering van een vermogensbelasting.
Het streven naar belastingverlaging kan de financiële stabiliteit van de overheid in gevaar brengen en de financiering van essentiële openbare diensten, zoals gezondheidszorg en onderwijs, in gevaar brengen. Het afschaffen van belastingen voor welgestelden kan ongelijkheid vergroten en de lasten verschuiven naar degenen met lagere inkomens.

### Sociaal beleid op Europees niveau
Op Europees niveau stemde het Vlaams Belang tegen een minimumtarief van 20% voor de vennootschapsbelasting, die een race to the bottom qua belastingstarief tussen Europese lidstaten moet voorkomen. Het Vlaams Belang stemde ook tegen een minimumbelasting voor multinationals en tegen de ondersteuning van internationale onderhandelingen over een gemeenschappelijk minimumbelastingniveau. Verder stemde het Vlaams Belang tegen hogere minimumlonen in de EU, tegen een betere bescherming voor werknemers in de platformeconomie en tegen het opstellen van een zwarte lijst van belastingparadijzen.

## Ethische standpunten
Als rechts-conservatieve partij profileert het Vlaams Belang zich als een gezinspartij die "traditionele normen en waarden" hoog wil houden. De partij beweert dat het "traditionele gezin" de hoeksteen van de samenleving is en ziet het als een "baken van geborgenheid en zekerheid".
Net als zijn voorganger van het Vlaams Blok was het Vlaams Belang aanvankelijk gekant tegen het homohuwelijk en pleitte het in plaats daarvan voor burgerlijke partnerschappen voor paren van hetzelfde geslacht. Nadat hij het leiderschap op zich had genomen, verklaarde Tom Van Grieken dat de partij haar campagne tegen het homohuwelijk had stopgezet. In 2014 gematigde de partij haar standpunt en veranderde haar beleid om het homohuwelijk te ondersteunen. Dit meer gematigde standpunt wordt niet door alle partijleden algemeen aanvaard.
Vlaams Belang heeft ook nog andere conservatieve standpunten op vlak van lgbt-rechten: het Vlaams Belang is van oordeel dat politieagenten geen specifieke opleiding moeten volgen om correct om te gaan met holebi’s die het slachtoffer zijn van geweld. Ook vindt de partij dat woonzorgcentra voor ouderen niet verplicht moeten worden om homoseksualiteit met de bewoners bespreekbaar te maken. De partij is ook tegen meervoudig ouderschap.
Vlaams Belang is conservatief op vlak van abortus en vindt de huidige abortuswetgeving te vergaand. Voor Vlaams Belang moet abortus enkel mogelijk zijn wanneer het leven van de vrouw in gevaar is, wanneer het ongeboren kind niet levensvatbaar is en in geval van verkrachting.

## Buitenlands beleid
Het Vlaams Belang is hard eurosceptisch en pleit voor een onafhankelijke Vlaamse staat die deel uitmaakt van een confederaal Europa dat het zelfbeschikkingsrecht en de autonomie van de naties respecteert. De Europese Unie moet volgens de Vlaams-nationale partij de vorm aannemen van een intergouvernementeel samenwerkingsverband van soevereine naties. Vlaams Belang bekritiseert het zogenaamde democratisch deficit van de EU, maar wil tegelijk de enige rechtstreeks verkozen instelling – het Europees Parlement – afschaffen. Het Vlaams Belang wil verder het Schengenverdrag, dat vrij verkeer van personen binnen de EU regelt, opzeggen en aldus grenscontroles terug invoeren.
Vlaams Belang is tegenstander van een Europees leger. Het Vlaams Belang verzet zich tegen wat ze noemt de "Uitbreidingsdrift van de EU", en is tegenstander van uitbreiding van de EU met landen als Oekraïne en landen in de Balkan. Verder is het Vlaams Belang is tegenstander van toetreding van Turkije tot de Europese Unie.
Het Vlaams Belang wil zich "flexibel opstellen" tegenover militaire operaties binnen NAVO-, EU- of VN-verband. De deelname aan buitenlandse missies moet staan of vallen met de vraag of de eigen Vlaamse belangen op het spel staan. Vlaamse soldaten zouden "nooit hun leven moeten riskeren om de belangen van buitenlandse mogendheden te dienen". Dit standpunt kan in strijd zijn met artikel 5 van de NAVO, de verplichting om andere NAVO-lidstaten bij te staan in het geval ze worden aangevallen.
Op vlak van de Russische invasie van Oekraïne sinds 2022 beweren leden van het Vlaams Belang zoals Sam Van Rooy dat  dit "niet onze oorlog” is en dat we niks hebben aan sancties tegen Rusland.